# Chrysopogon daptes
Chrysopogon daptes är en tvåvingeart som beskrevs av Clements 1985. Chrysopogon daptes ingår i släktet Chrysopogon och familjen rovflugor. Inga underarter finns listade i Catalogue of Life.